# فراینس‌هایم
شهر فراینزهایمدر ایالت راینلند-فالتز در کشور آلمان واقع شده‌است.

## نگارخانه